# Amblyseius rubiae
Amblyseius rubiae är en spindeldjursart som beskrevs av Chinniah och Mohanasundaran 200. Amblyseius rubiae ingår i släktet Amblyseius och familjen Phytoseiidae. Inga underarter finns listade i Catalogue of Life.